# Stadtbücherei St. Pölten
Die Stadtbibliothek St. Pölten ist eine öffentliche Bibliothek in St. Pölten in Österreich. Sie ist die Stadtbibliothek der Stadt St. Pölten, die auch ihr Träger ist.
Die neue, 2024 eröffnete Zentrale befindet sich am Domplatz 2, darüber hinaus gibt es zwei Zweigstellen (Stand: 2024), die jeweils einen Tag in der Woche geöffnet haben (in der Kranzbichlerstraße 18 die Zweigstelle Süd und am Campus-Platz 1 der FH St. Pölten die Zweigstelle Nord). Entleihungen sind, außer für Kinder und Jugendliche bis 15, kostenpflichtig. 
Die Bestände umfassen belletristische Bücher, Sachbücher, Kinderbücher, Zeitschriften sowie CD-ROMs, DVDs und audiovisuelle Medien. Über den E-Medien-Verleih niederösterreichischer Bibliotheken (noe-book.at) können auch digitale Medien wie E-Books, E-Audios und E-Videos ausgeliehen werden.

## Geschichte
Die alte Zentrale befand sich bis 2006 in der Wiener Straße 27, 2008 wurden einige Zweigstellen der Stadtbücherei geschlossen. Im Jahr 2002 verfügte man über rund 80.000 Bücher und 20.000 andere Medien (wie etwa Videos, Musikkassetten und Zeitschriften). Die Zahl der Leser stieg im selben Jahr um 1.415 auf 5.893. Die Zahl der Entlehnungen war rückläufig und betrug 282.827. Davon entfielen 109.263 auf die Zentrale mit 2.256 Lesern, 40.057 auf die Zweigstelle Süd mit 830 Lesern und 27.366 auf die Zweigstelle Nord. Leiter der Stadtbücherei war von 1979 bis Ende 2011 Rudolf Windhör, seit Anfang 2012 ist Christine Nusterer die Leiterin.